# ФК Хака
Вижте пояснителната страница за други значения на Хака.
ФК Хака е финландски футболен отбор от Валкеакоски. Отборът е един от най-успешните във финландския шампионат, в който има спечелени 9 шампионски титли и е рекордьор по спечелени национални купи – 12.

## История
Най-доброто представяне на Хака в състезанието на УЕФА беше през сезон 1983–1984, когато достигнаха четвъртфиналите на Купата на носителите на купи, губейки от бъдещия победител Ювентус с общ резултат 0–2. Клубът участва в европейски състезания всяка година от 1998 г., като поредицата приключва през сезон 2008–2009.
През последните години финансовото състояние на клуба се влоши на два пъти (както много други малки пазарни отбори във Вейкауслига). Първият беше сезон 2008–09, когато група инвеститори, водени от местния бизнесмен и ресторантьор Седу Коскинен (собственик и основател на национална верига нощни клубове), сформираха ФК Хака Оу, за да помогнат на фалирал по същество отбор да завърши сезона. През 2010 г. Седу Коскинен напусна, след като вложи около 1 милион евро от собствените си пари в клуба.
Оттогава операциите на клуба бяха реформирани, за да стане финансово стабилен или поне да не работи на дефицит. Отборът, който беше един от най-успешните и високопоставени във Финландия, беше в дефицит в продължение на няколко години през 2000-те. В същото време цялостната икономическа ситуация в света, а също и спонсорските плащания от УПМ Куммене намаляха. Това принуди клуба да рационализира дейността си и да приеме нова роля като един от по-малките клубове във финландския футбол. Настоящата ситуация в началото на финландския футболен сезон 2012 г. е описана от настоящия председател и членове на борда като трудна, но стабилна.
Тези времена на финансови борби доведоха до преминаването на клуба от постоянен претендент за шампионска титла към отбор, обикновено готов за изпадане. Както за 2011 г., така и за 2012 г. предсезонните медийни прогнози поставиха клуба в долната тройка. Хака завърши на последно място в класирането през 2012 г. и изпадна от финландската Първа дивизия. Клубът най-накрая спечели промоция обратно във първата лига за сезон 2020 след почти перфектна кампания в Иконен 2019, където клубът загуби само 7 точки и завърши с 19 точки пред втория ТПС Турку .

## Успехи
- Шампион на Финландия (9) – 1960, 1962, 1965, 1977, 1995, 1998, 1999, 2000, 2004
- Купа на Финландия (12) – 1955, 1959, 1960, 1963, 1969, 1977, 1982, 1985, 1988, 1997, 2002, 2005
- Купа на Лигата на Финландия (1) – 1995